# Borjúfej és ökörnyelv
A Borjúfej és ökörnyelv Gustave Caillebotte francia festő képe, amely az Art Institute of Chicago gyűjteményének része.
Caillebotte 1882 körül festette a képet, elképzelhető, hogy a párizsi otthona alatti hentesüzlet inspirálta; része egy négyes sorozatnak, amely nyers húst ábrázol. A szemlélő azzal az ellentmondással találkozik, hogy a látványra kellemetlen tárgyak (véres húsok) szemet gyönyörködtető pasztellszínekben, finom ecsetvonások által jelennek meg.
Ez a kép és a hozzá hasonló csendéletek Caillebotte legeredetibb kompozíciói közé tartoznak, és nagyon különböznek Claude Monet és Pierre-Auguste Renoir hasonló műfajú, kellemes és piacképes alkotásaitól. Ebben valószínűleg az is közrejátszott, hogy kollégáival szemben Caillebotte vagyonos volt, így nem kellett képeit a piaci ízléshez igazítania, és akár még a közönséget sokkoló témákat is választhatott. Gloria Groom művészettörténész szerint ezáltal radikálisan és előzmény nélkül újrafogalmazta a csendélet műfaját. A kép olajfestékkel készült vászonra, mérete 73 × 54 centiméter, a chicagói szépművészeti intézmény 1999-ben vásárolta meg.